# Macor
MACOR ist eine Glaskeramik, die mit üblichen Werkzeugmaschinen spanend bearbeitet werden kann (englisch machinable ceramic, daher wohl auch der Name). Macor, entwickelt und verkauft von Corning Incorporated, ist ein weißes, Porzellan-ähnliches Material mit exzellenten thermischen Eigenschaften. Es findet Verwendung als effizienter Wärme- und Stromisolator und ist bis ca. 1000 °C stabil. Es ist porenfrei, gast bei starker Erhitzung nur sehr wenig aus und hat eine sehr geringe thermische Ausdehnung. Die Kombination von guter Verarbeitbarkeit mit üblichen Metallbearbeitungsmaschinen (fräsen, drehen) und den thermischen Eigenschaften haben Macor zu einem beliebten Material in vielen Anwendungen gemacht.
Eine Reihe Hersteller bieten Konkurrenzprodukte (z. B. VITRONIT) ähnlicher Zusammensetzung und Eigenschaften an.

## Zusammensetzung
MACOR besteht aus Glimmer eingebaut in einer Borosilikatglas-Matrix. Die chemische Zusammensetzung ist ungefähr:
- 46 % Siliciumdioxid (SiO2)
- 17 % Magnesiumoxid (MgO)
- 16 % Aluminiumoxid (Al2O3)
- 10 % Kalium (K2O)
- 7 % Boroxid (B2O3)
- 4 % Fluor (F)

## Eigenschaften
MACOR hat eine Dichte von 2,52 g/cm3 und eine Wärmeleitfähigkeit von 1,46 W/(m·K). Ihr Wärmeausdehnungskoeffizient bei Temperaturen von 25 bis 300 °C beträgt nur 9,3×10−6 m/(m·K). Die Bearbeitungseigenschaften entsprechen denen von Borosilikatglas. Macor ist ein sehr guter elektrischer Isolator (ρ > 1017 Ω·cm) und besitzt nicht das für viele glasartige Werkstoffe übliche Kriechen oder Fließen bei Erwärmung. Es bietet dadurch eine sehr gute Formstabilität und geringe Fertigungstoleranzen.
Es ist beständig gegenüber ionisierender Strahlung und kann auf Hochglanz poliert werden. Macor Keramik ist nicht porös. Des Weiteren kann Macor Glaskeramik in Vakuumanwendungen eingesetzt werden, da es nicht ausgast. Es ist bis zu einer Temperatur von 800 °C stabil und kann bis nahezu 1000 °C eingesetzt werden.

## Sicherheit
Macor ist ungiftig und es gibt keine gesundheitsschädigenden Effekte. Die besondere thermische Stabilität machen es für die meisten Anwendungen sicher. Der bei der Verarbeitung von Macor entstehende Staub kann jedoch reizend sein und sollte nicht eingeatmet werden.

## Anwendungen
Macor findet Verwendung in der Nukleartechnik, Luftfahrt, Medizintechnik und Forschung. Es wird oft in Hochtemperatur- oder (Ultrahoch-)Vakuum-Umgebungen eingesetzt, bei denen Ausgasen und/oder Formstabilität wichtig sind.